# Wynel Seldon
Wynel Seldon (né le 27 septembre 1986 à San Diego) est un joueur américain de football américain. Il joue actuellement avec les Redskins de Washington, évoluant en National Football League.

## Carrière

### Université
Seldon étudie à l'université du Wyoming où il joue pour l'équipe de football américain des Cowboys. Avant le draft, les consultants ne lui donnent pas beaucoup d'espoir, étant classé douzième au classement des running back de la conférence MWC.

### Professionnel
Wynel Seldon n'est sélectionné par aucune équipe lors du draft de la NFL de 2009. Peu de temps après, il signe avec les Redskins de Washington comme agent libre non drafté mais il n'est pas conservé pour la saison 2009.
En 2011, il réapparaît sur le circuit professionnel en étant sélectionné au quarantième choix du draft de l'UFL par les Destroyers de Virginie et remporte avec cette équipe le championnat UFL.

## Palmarès
- Champion UFL 2011